# 孔雀座η
孔雀座η，又名CP-64 3662，HD 160635、SAO 254020、HR 6582，是孔雀座的一颗恒星，视星等为3.62，位于銀經328.4，銀緯-17.75，其B1900.0坐标为赤經17h 35m 55s，赤緯-64° -17.75′ 33″。